# Acestrocephalus
Acestrocephalus és un gènere de peixos de la família dels caràcids i de l'ordre dels caraciformes.

## Taxonomia
- Acestrocephalus acutus (Menezes, 2006)[2]
- Acestrocephalus anomalus (Steindachner, 1880)[3]
- Acestrocephalus boehlkei (Menezes, 1977)[4]
- Acestrocephalus ginesi (Lasso & Taphorn, 2000)[5]
- Acestrocephalus maculosus (Menezes, 2006)[2]
- Acestrocephalus nigrifasciatus (Menezes, 2006)[2]
- Acestrocephalus pallidus (Menezes, 2006)[2]
- Acestrocephalus sardina (Fowler, 1913)[6]
- Acestrocephalus stigmatus (Menezes, 2006)[2][7][8][9][10][11][12][13]